# Zou Rong
Zou Rong (ur. 1885, zm. 3 kwietnia 1905) – chiński pisarz i działacz antymandżurski.

## Życiorys
Pochodził z bogatej rodziny kupieckiej mieszkającej koło Chongqingu. Studiował w Japonii.
W 1903 roku wydał napisany przez siebie pamflet Armia Rewolucyjna (革命軍, Gemingjun), w którym nawoływał do obalenia dynastii Qing. Za jego opublikowanie został osadzony w więzieniu na terenie brytyjskiej koncesji w Szanghaju, gdzie zmarł dwa lata później.
Jego postać stała się inspiracją i jednym z symboli chińskiego republikańskiego ruchu rewolucyjnego.